# Xã Plain, Quận Stark, Ohio
Xã Plain (tiếng Anh: Plain Township) là một xã thuộc quận Stark, tiểu bang Ohio, Hoa Kỳ. Năm 2010, dân số của xã này là 52.540 người.